# Động đất Kita Mino 1961
Động đất Kita Mino 1961 (北美濃地震) là trận động đất xảy ra vào lúc 14:33 (JST), ngày 19 tháng 8 năm 1961. Trận động đất có cường độ 7.0 richter, tâm chấn độ sâu khoảng 10 km. Hậu quả trận động đất làm 8 người chết, 48 người bị thương.